# Catherine de Mecklembourg
Pour les articles homonymes, voir Catherine de Saxe.
Catherine, née en 1487 et morte le 6 juin 1561 à Torgau, est une princesse de la maison de Mecklembourg, fille du duc Magnus II. Elle est duchesse consort de Saxe de 1539 à 1541 par son mariage avec le duc Henri IV.

## Biographie
Elle est la fille du duc Magnus II de Mecklembourg (1441-1503) et de son épouse Sophie de Poméranie (1460-1504), fille du duc Eric II de Poméranie-Wolgast (1425-1474).
Elle épouse le 6 juillet 1512 à Freiberg le prince Henri IV (1473-1541), frère cadet du duc Georges de Saxe, issu de la branche albertine des Wettin. Ils ont cinq enfants:
- Sibylle (1515-1592), en 1540 elle épouse le duc François Ier de Saxe-Lauenbourg (1515-1592) ;
- Émilie (1516-1591) elle épouse en 1533 le margrave Georges de Brandebourg-Ansbach issu de la maison de Hohenzollern (mort en 1543) ;
- Sidonie (1518-1575), en 1545 elle épouse en 1545 le duc Éric II de Brunswick-Calenberg-Göttingen issu de la maison Welf (1528-1584) ;
- Maurice, électeur de Saxe ; il épouse en 1541 la princesse Agnès de Hesse (1527-1555) ;
- Séverin (1522-1533) ;
- Auguste (1526-1586), dit le Pieux, électeur de Saxe ; il épouse en 1548 la princesse Anne de Danemark (1532-1585).

Depuis 1485, la lignée albertine gouverne le duché de Saxe comprenant l'ancienne marche de Misnie, l'Osterland et le nord de la Thuringe. Proche des enseignements de Martin Luther, Catherine a longtemps exercé une forte influence sur son mari qui en 1536 accueille la foi protestante. Il entre alors en conflit avec son frère aîné le duc Georges le Barbu qui adhérait toujours au catholicisme. L'année suivante, Henri rejoint la ligue de Smalkalde dirigée contre la politique religieuse de l'empereur Charles Quint.
Après la mort de Georges le 17 avril 1539 sans descendants directs, Henri IV, à l'âge de 66 ans, lui succède en tant que duc de Saxe résidant à Dresde. Enfin, le protestantisme est reconnu comme religion officielle des pays albertins ; une décision qui est prise par la branche ernestine des Wettin, électeurs de Saxe, en 1525 déjà. Henri meurt le 18 août 1541, son fils aîné Maurice lui succède. Veuve, Catherine vit encore pour 20 années au château de Wolkenstein dans les monts Métallifères.

## Sources
- http://www.genroy.fr
- Almanach du gotha